# Chunchi (cantão)
Chunchi é um cantão do Equador localizado na província de Chimboraço. A capital do cantão é a cidade de Chunchi.